# ام‌اس ویندوک (۱۸۹۹)
ام‌اس ویندوک (۱۸۹۹) (به انگلیسی: MS Windoc (1899)) یک کشتی بود که طول آن ۴۳۰-فوت (۱۳۰-متر) بود. این کشتی در سال ۱۸۹۹ ساخته شد.